# Gerrhonotus
Genre
Gerrhonotus est un genre de sauriens de la famille des Anguidae.

## Répartition
Les 7 espèces de ce genre se rencontrent au Mexique et au Texas aux États-Unis.

## Description
Ce sont des lézards diurnes et terrestres.

## Liste des espèces
Selon The Reptile Database (7 mai 2017) :
- Gerrhonotus farri Bryson & Graham, 2010
- Gerrhonotus infernalis Baird, 1859
- Gerrhonotus lazcanoi Banda-Leal, Nevárez-de los Reyes & Bryson, 2017
- Gerrhonotus liocephalus Wiegmann, 1828
- Gerrhonotus lugoi McCoy, 1970
- Gerrhonotus ophiurus Cope, 1867
- Gerrhonotus parvus Knight & Scudday, 1985

## Publication originale
- Wiegmann, 1828 : Beiträge zur Amphibienkunde. Isis von Oken, vol. 21, no 4, p. 364-383 (texte intégral).